# LEF!
LEF! was een Nederlandse lokale politieke partij in de gemeente Emmen. In 2010 deed de partij voor het eerst mee aan de gemeenteraadsverkiezingen. Bij de verkiezingen van maart 2022 deed de partij niet meer mee.

## Resultaten verkiezingen
| Jaar          | 2010 | 2014 | 2018 |
| ------------- | ---- | ---- | ---- |
| Aantal zetels | 1    | 2    | 2    |

## Trivia
In 2010 kwam de partij landelijk in het nieuws nadat omroep BNN van plan was om met een politieke partij mee te doen aan de Tweede Kamerverkiezingen. Zij wilden dit aanvankelijk onder de naam Lef doen, maar kozen na bezwaar van LEF! Emmen voor 'Lijst 17'.